# Dragons Rioting
Dragons Rioting (jap. ドラゴンズ ライデン Doragonzu raiden) – manga autorstwa Tsuyoshiego Watanabe, publikowana od listopada 2012 do stycznia 2017 na łamach magazynu „Gekkan Dragon Age” wydawnictwa Fujimi Shobō.
W Stanach Zjednoczonych seria została wydana przez Yen Press, w Polsce zaś przez Waneko.

## Fabuła
W wieku sześciu lat u Rintaro zostaje zdiagnozowany syndrom hentai, choroba, która może go zabić, jeśli będzie pobudzony seksualnie. Aby go uratować i zapewnić mu możliwie normalne życie, jego ojciec przez dziesięć lat uczy go w górach, jak kontrolować swoje ciało i umysł. Kiedy kończy 16 lat, postanawia zapisać się do liceum Nangokuren, które według niego jest największą szkołą dla chłopców w kraju. W rzeczywistości jest to największa szkoła dla dziewcząt, która właśnie stała się koedukacyjna. Rintaro postrzega przeniesienie się do innej szkoły jako swoją misję, ale na nieszczęście dla niego, wpadł w oko trzem „smoczycom”, przywódczyniom trzech największych frakcji w szkole.

## Bohaterowie
- Rintaro Tachibana (jap. 立花 リンタロー Tachibana Rintarō) – główny bohater, u którego zdiagnozowano syndrom hentai, rzadką chorobę, która może okazać się śmiertelna, jeśli zostanie pobudzony seksualnie przez jakieś nieoczekiwane zdarzenia, w tym nagość. Często stara się unikać wszelkich lubieżnych myśli, mając jasny umysł oraz ciche i spokojne serce. Uczęszcza do liceum Nangokuren, ponieważ błędnie sądził, że jest to szkoła wyłącznie dla chłopców.

- Ayane (jap. アヤネ Ayane) – główna bohaterka i uczennica Rintaro, która za swoją główną siłę uważa więzi i przyjaźń oraz chęć niesienia pomocy niewinnym i bezbronnym uczniom. Jest przywódczynią Ryōzenpaku, jednej z trzech głównych frakcji w szkole.

- Kagamiin Kyōka (jap. 神咬院 キョーカ Kagamiin Kyōka) – jedna z najsilniejszych uczennic w akademii. Jest jedną ze smoczyc, a jej umiejętności walki przewyższają zarówno Ayane, jak i Rino. W swojej filozofii Kyōka wierzy, że siła gwarantuje wieczne przetrwanie, co stoi w opozycji do filozofii Ayane, zakładającej więzi i życzliwość. Jest też jedną z niewielu osób, które wiedzą o chorobie Rintaro.

- Rino (jap. リノ Rino) – najmądrzejsza i najbystrzejsza uczennica w akademii. Jest jedną ze smoczyc, która stosują taktykę i spryt, by pokonać rywalki. W przeciwieństwie do Ayane i Kyōki, które rozstrzygają rywalizację za pomocą pięści, Rino jest oportunistką, która najpierw obserwuje sytuację, a następnie wykorzystuje idealny moment, by zrealizować swój plan zwycięstwa. Zgodnie ze swoją filozofią, że zwycięzcy wygrywają bez porażki, Rino często wykorzystuje każdego jako pionka do realizacji swojego planu, uważając, że „bezużyteczni” ludzie tylko blokują jej drogę do zostania najsilniejszą.

## Publikacja serii
Pierwszy rozdział mangi ukazał się 9 listopada 2012 w magazynie „Gekkan Dragon Age”. Następnie wydawnictwo Fujimi Shobō rozpoczęło zbieranie rozdziałów do wydań w formacie tankōbon, których pierwszy tom ukazał się 9 maja 2013 roku. Dziewiąty, a zarazem ostatni tom został wydany 7 stycznia 2017. 
W Polsce manga została wydana nakładem wydawnictwa Waneko. 
| Nr | Język japoński   | Język japoński         | Język polski         | Język polski           |
| Nr | Data wydania     | ISBN                   | Data wydania         | ISBN                   |
| -- | ---------------- | ---------------------- | -------------------- | ---------------------- |
| 1  | 9 maja 2013      | ISBN 978-4-04-712874-3 | 11 grudnia 2015      | ISBN 978-83-65229-43-4 |
| 2  | 9 listopada 2013 | ISBN 978-4-04-712936-8 | 24 lutego 2016       | ISBN 978-83-65229-44-1 |
| 3  | 9 kwietnia 2014  | ISBN 978-4-04-070082-3 | 22 kwietnia 2016     | ISBN 978-83-65229-45-8 |
| 4  | 9 sierpnia 2014  | ISBN 978-4-04-070177-6 | 24 czerwca 2016      | ISBN 978-83-65229-46-5 |
| 5  | 9 stycznia 2015  | ISBN 978-4-04-070455-5 | 24 sierpnia 2016     | ISBN 978-83-65229-47-2 |
| 6  | 8 sierpnia 2015  | ISBN 978-4-04-070456-2 | 24 października 2016 | ISBN 978-83-65229-48-9 |
| 7  | 9 lutego 2016    | ISBN 978-4-04-070803-4 | 15 grudnia 2016      | ISBN 978-83-8096-139-5 |
| 8  | 9 lipca 2016     | ISBN 978-4-04-070954-3 | 24 lutego 2017       | ISBN 978-83-8096-140-1 |
| 9  | 7 stycznia 2017  | ISBN 978-4-04-072146-0 | 24 kwietnia 2017     | ISBN 978-83-8096-142-5 |

## Odbiór
Nick Smith z ICv2 nie był pod wrażeniem serii, nazywając ją rozczarowującym krokiem w dół w jakości Yen Press. Dał pierwszemu tomowi dwie gwiazdki na pięć, nazywając go dziwnie nieśmieszną komedią haremową o szkolnych sztukach walki. Uznał, że fanserwis jest przesadny, mimo prób bycia autoreferencyjnie humorystycznym, i stwierdził, że jedynymi odbiorcami serii będą „czytelnicy, którzy chcą popatrzeć na przerysowane, hiper-seksualne licealistki”.
Richard Gutierrez z The Fandom Post był o wiele bardziej przychylny mandze, przyznając jej ocenę A+. Napisał, że „Tsuyoshi Watanabe wykonał mistrzowską pracę, łącząc w komiczny sposób cierpienie Rintaro, dynamiczne walki i seksowne piękności tworząc wspaniałą historię o wytrwałości w atmosferze haremu”. Komentując fanserwis, napisał, że „przeciętny męski czytelnik będzie oczywiście gapił się na fanserwis rozsiany po stronach, ale szkoda, jeśli przeoczysz silne role kobiece” i zakwestionował decyzję Yen Press o ocenie serii jako „dojrzałej” ze względu na ten element, uważając, że jest on mniej szkodliwy niż gore w seriach, które otrzymały niższą ocenę. Na zakończenie dodał, że „Dragons Rioting staje się wspaniałą opowieścią o cierpieniu i przyjaźni, która, mam nadzieję, w niedalekiej przyszłości przerodzi się w kompletną serię”.